# Malmgreniella murrayensis
Malmgreniella murrayensis är en ringmaskart som beskrevs av Pettibone 1993. Malmgreniella murrayensis ingår i släktet Malmgreniella och familjen Polynoidae. Inga underarter finns listade i Catalogue of Life.